# Elisa Maria Boglino
Elisa Johanne Rosa Maria Boglino (nata Elisa Johanne Rosa Maria Maioli; Copenaghen, 7 maggio 1905 – Roma, 6 luglio 2002) è stata una pittrice e artista d’avanguardia danese naturalizzata italiana.

## Biografia

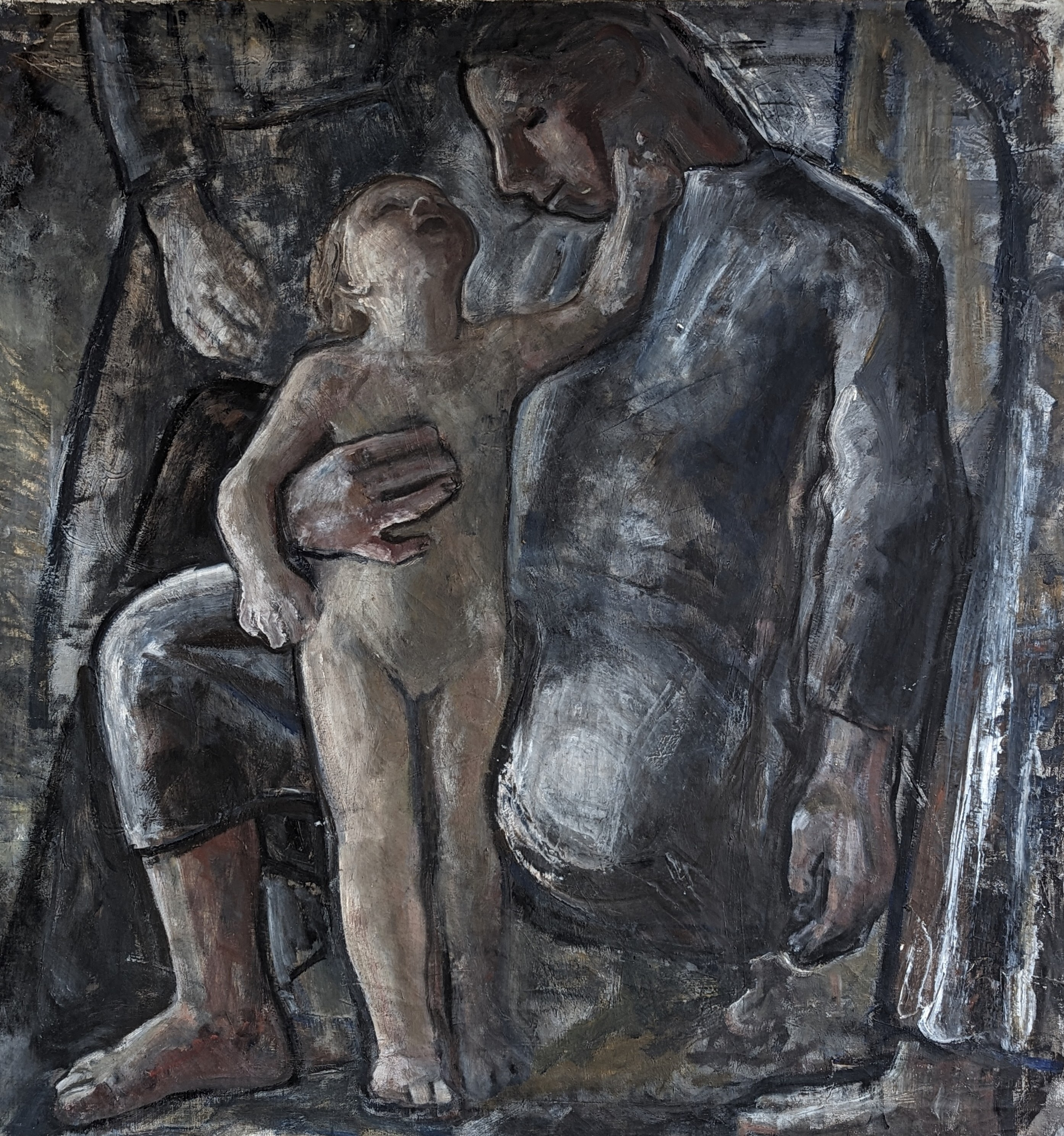
Donna inginocchiata con bambino.Olio sul tela, circa 1928

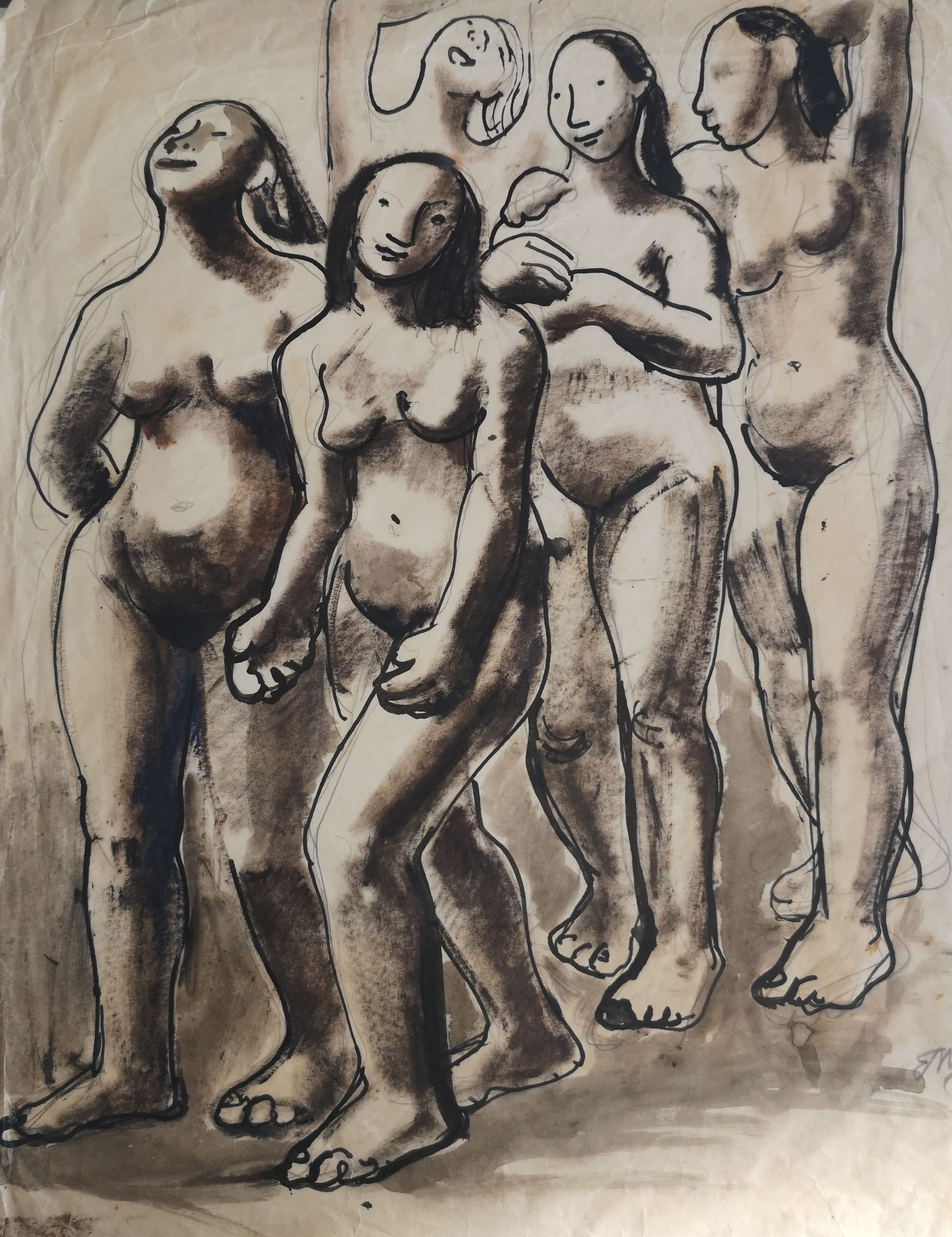
Donne nude in movimento. China, 1927

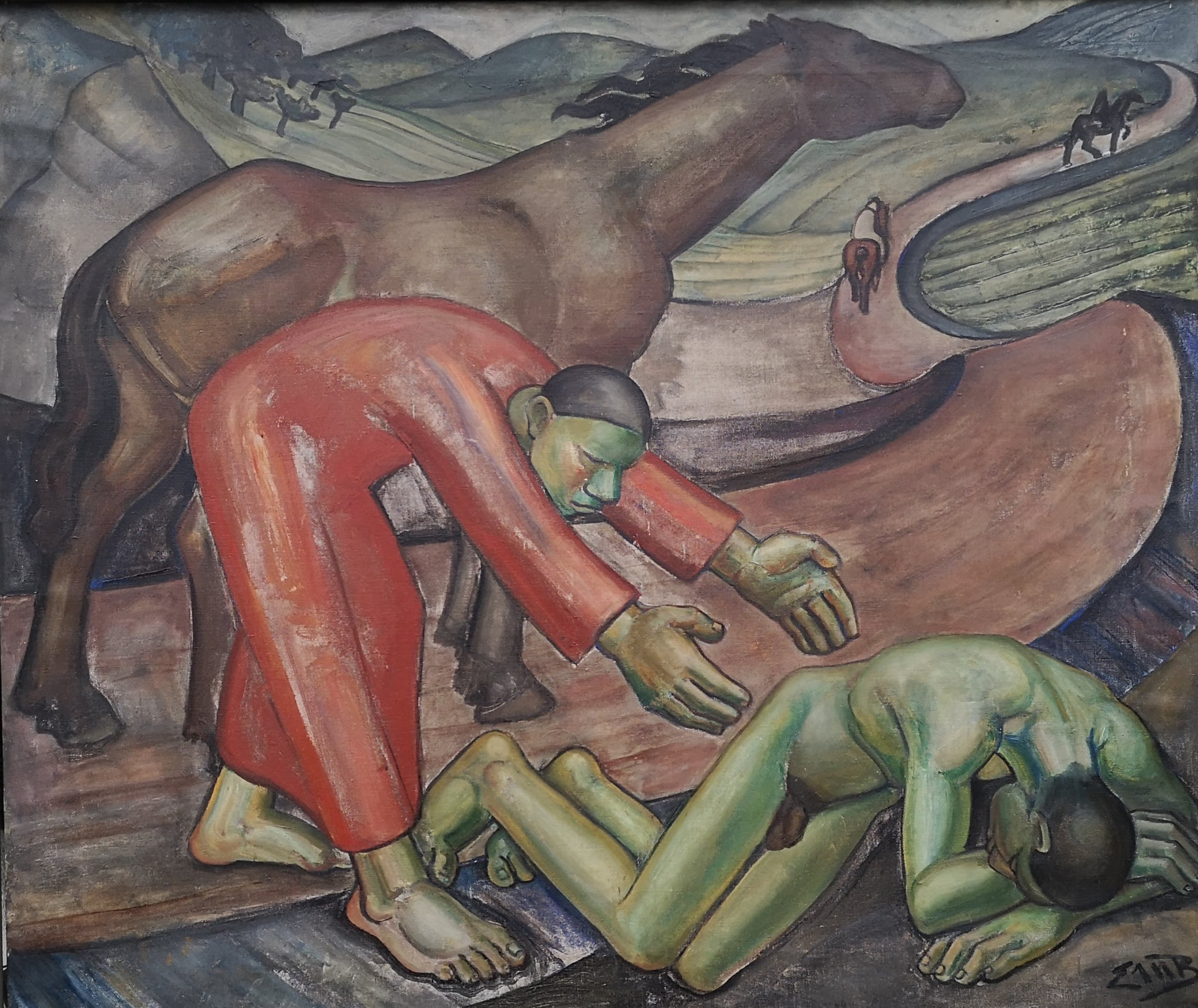
Il Buon Samaritano. Olio sul tela, 1928

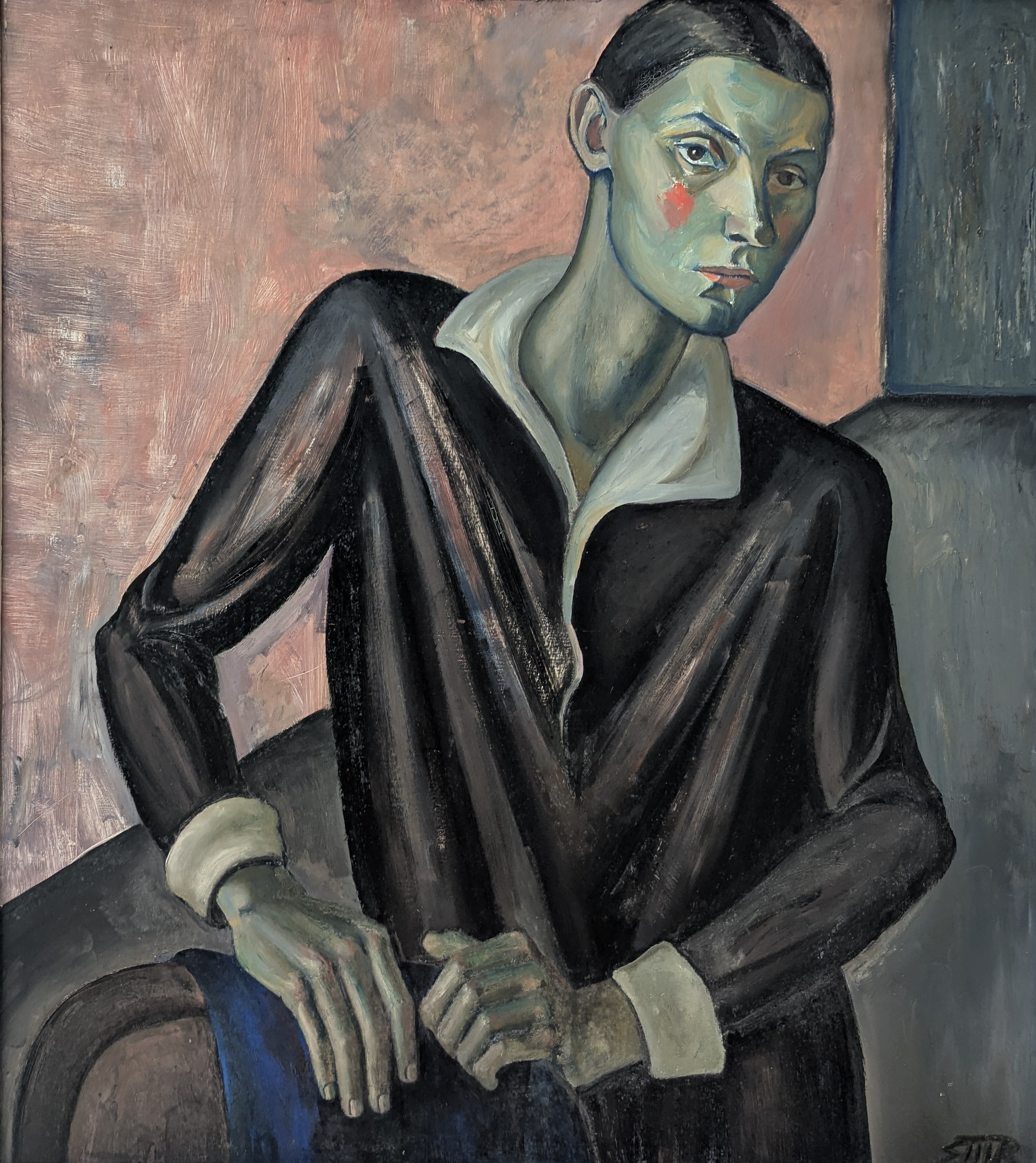
Autoritratto. Olio sul legno, 1930

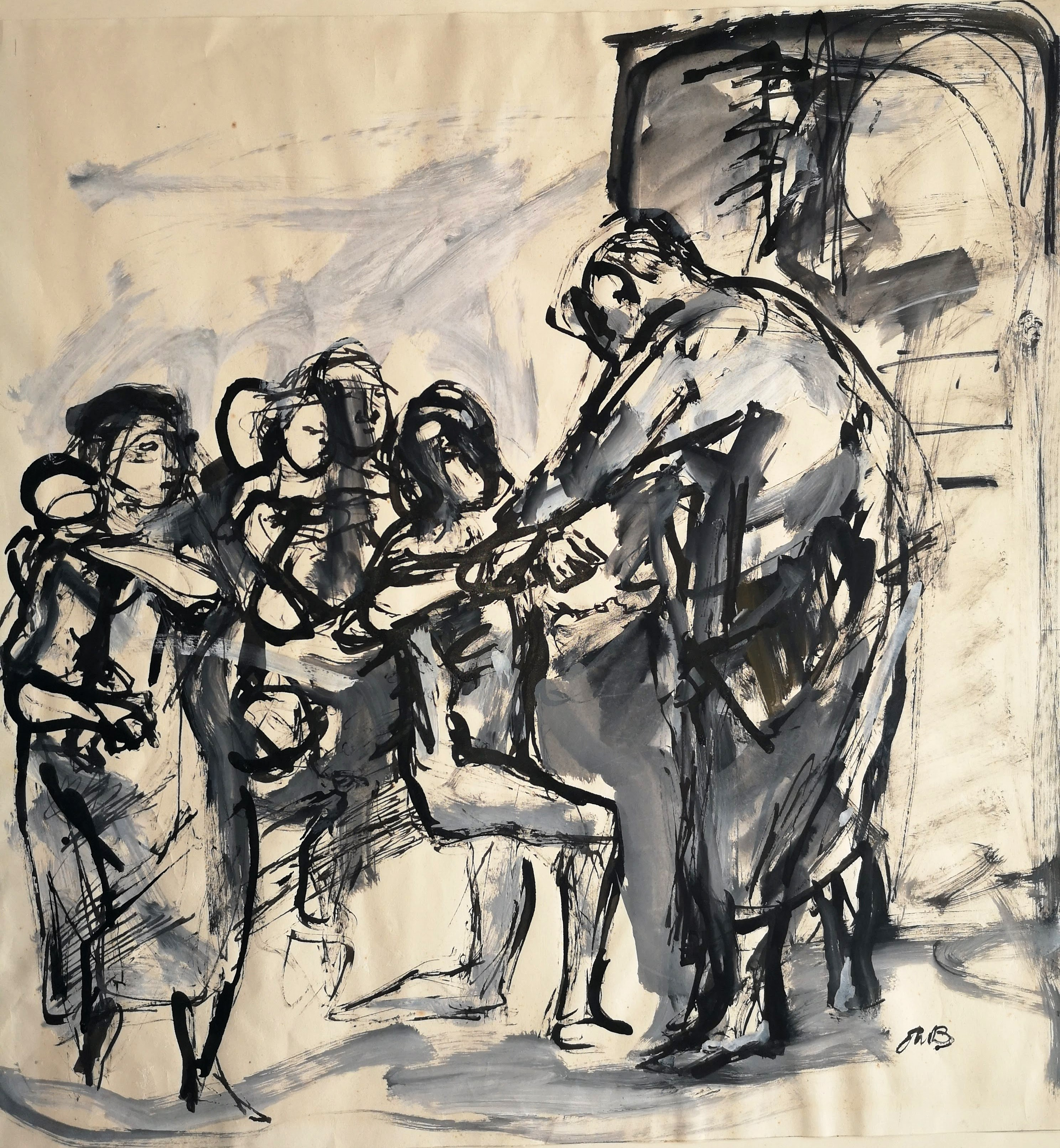
Motivo biblico. Tecnica mista, circa 1960

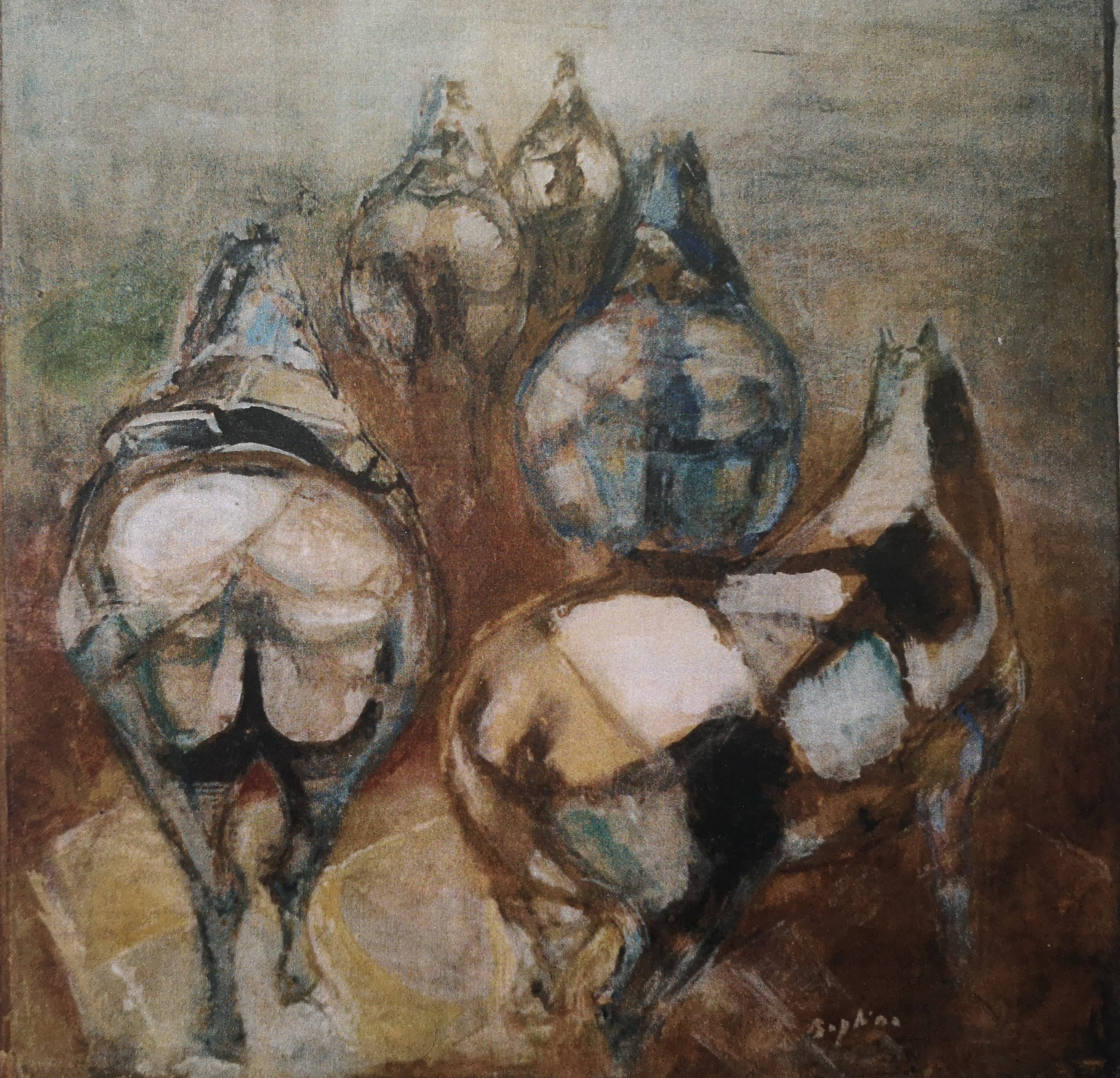
Cavalli. Stampa di una foto di dipinto a olio, circa 1960

Elisa Maria Maioli nacque a Copenaghen nel 1905. Fu ammessa all'Accademia delle belle arti di Copenaghen nel 1923 all’età di 17 anni, e l’ultimo anno si specializzò nella tecnica dell’affresco sotto la guida di Sigurd Wandel. Ogni anno in primavera la giovane artista partiva insieme alla madre per un viaggio culturale. L’interesse per l’arte bizantina e araba la portò tra l’altro in Sicilia, dove si sposò e si stabilì nel 1927.

### Periodo siciliano
Si ispirava ai pittori rinascimentali come Masaccio e Piero della Francesca, ma anche a Edward Munch e all’Espressionismo Nordico. Entro a far parte dell’ambiente che ruotava intorno a Pippo Rizzo e ai giovani pittori Manlio Giarrizzo, Renato Guttuso e Lia Pasqualino Noto. Nel 1930 partecipò alle mostre del Sindacato fascista di Belle Arti a Palermo, Catania e Firenze, ma anche alla Biennale di Venezia con i due disegni Cavallo e Polledri, e il dipinto a olio Donna e bimbo(kvinde og baby.(che fu acquistato dalla Galleria d'arte moderna (GAM) di Palermo su raccomandazione di Pippo Rizzo).
Nel 1932 fece quattro mostre personali: una a Palermo nell’ambito della Terza Mostra del Sindacato Siciliano Fascista di Belle Arti, dove espose diversi grandi dipinti a olio come Il buon samaritano e Lavandaia, una Madonnina in terracotta, un Sant’Antonio in legno e dieci disegni, vincendo il premio Podestà di Palermo; un'altra presso la Galleria d’arte di Roma, organizzata da Pietro Maria Bardi; una terza presso la Galleria del Milione di Milano; e infine presso la galleria Wolfgang Gurlitt a Berlino.
Nel 1933 fece una mostra presso Christian Larsen in Højbroplads a Copenaghen. Quello stesso anno partecipò anche alla quarta Mostra Regionale Sindacale d’Arte a Catania con dieci disegni a china in bianco e nero. Nel 1934 tornò alla Biennale con il dipinto Donna con bambino. In seguito si astenne dall’attività espositiva fino alla fine della seconda guerra mondiale e come si legge nell'Enciclopedia delle donne, il suo nome scomparve dai cataloghi delle mostre. “La sua pittura drammatica e ricca di colore ispirò altre artiste le quali svilupparono, secondo declinazioni personali, la linea descrittiva dell’espressionismo nordico da lei proposto”..
Alla fine degli anni Trenta del Novecento, il marito Giovanni Boglino acquistò una grande azienda agricola a sud di Cefalù, già abbazia benedettina del XII secolo, chiamata Sant’Anastasia. Fu lì che la famiglia si trasferì durante la guerra, vivendo isolata. Elisa e il figlio più piccolo si ammalarono di tifo. Lei cominciò a usare tecniche miste, lavorando con inchiostro di china, gouache e acquerello.
Nella fattoria e nelle colline della zona la gente si teneva impegnata tra muli, cavalli, mucche e pecore, e il lavoro procedeva secondo i vecchi ritmi e le antiche usanze. Si macellavano gli animali e si facevano il vino, il formaggio e il pane. Quasi tutto il trasporto era basato su buoi e muli. Tutto ciò offrì alla pittrice motivi per un’enorme quantità di disegni, immagini che registravano l’istante o magari rivisitavano i racconti biblici.
I suoi due grandi affreschi (La creazione e Le buone azioni) nella precedente residenza familiare di Palermo andarono perduti a causa degli eventi bellici, così come diversi grandi dipinti a olio.

### Periodo romano
Nel 1948 la famiglia si trasferì a Roma, dove Elisa prese un atelier in Piazza di Santa Maria in Trastevere e ricominciò a dipingere. 

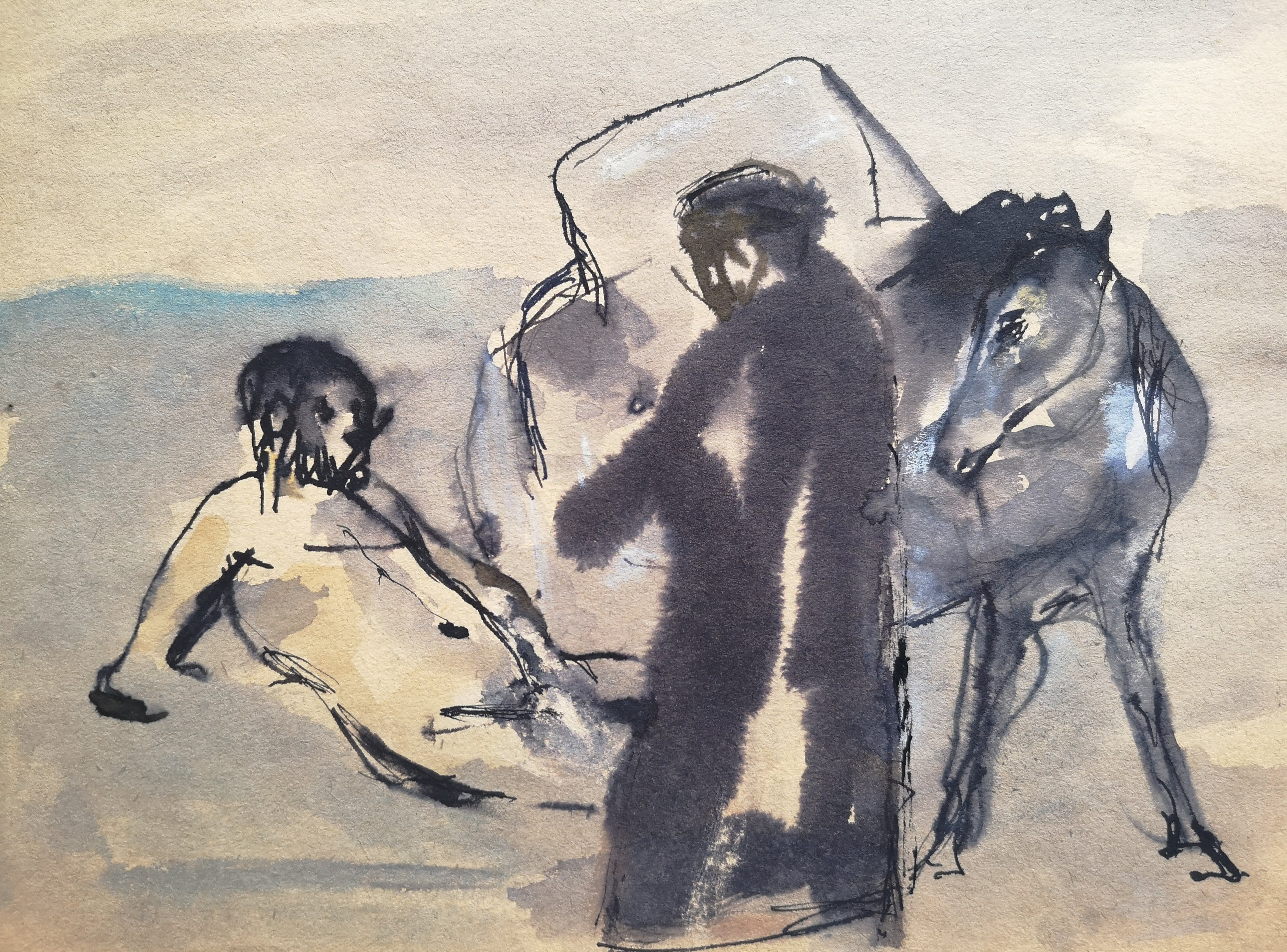
Il buon samaritano. China e acquerello, 1980

Nel periodo 1949-79 espose le sue opere in Danimarca e in Italia (tra l’altro a Roma, Taranto, Grosseto e Napoli). E l’ultima volta alla Biennale di Venezia nel 1956 con tre disegni (china e acquerello): Lavoratrici, Uomo e cavallo e Figura seduta.
È morta il 6 luglio 2002 a Campagnano di Roma ed è sepolta nel cimitero di Sant’Orsola a Palermo.

## Musei
Le opere di Elisa Boglino sono conservate in diversi musei:
Galleria d'arte moderna di Palermo: Donna e bimbo, acquistato dal museo nel 1930.
Civica galleria d’arte moderna e contemporanea “Giuseppe Sciortino” a Monreale: Cavalli, acquisito nel 2002 e Figure, olio su tela.
Museo d’arte moderna e contemporanea di Trento e Rovereto (MART): Le alienate (1929-1931), olio su tela, e un bozzetto per Le alienate del 1933, donati alla collezione del museo nel 2012.
Pinacoteca del Castello Sforzesco di Milano: due disegni a china acquisiti in occasione di una mostra nel 1932, Studio di due nudi femminili e Apparizione di Dio Padre ad Adamo ed Eva, e Cavalli, acquisito nel 1938.
Collezione Antonio Pusateri di Agrigento: Donna seduta, olio su tela, acquisito in occasione di una mostra nel 2006.
Museo Valle Roveto Civita d'Antino: Donna col parapioggia, olio su tela, acquisito in occasione di una mostra nel 1958, quando Boglino vinse il premio Zarhtmann.
Basilica di Santa Maria di Leuca: Emmaus, donata per volontà della pittrice poco prima della sua morte.
Gesù guarisce gli ossessi, 1927 olio sul tela , Il buon Samaritano,1928,olio sul tela, Matilde (Contadina con grande mani) anni trenta, olio sul tela , Autoritratto,1932,olio sul tavola, e sei disegni si trovano al Museo Nazionale delle Arti, Copenaghen , Danimarca

## Mostre
- 1926-27, 1929: Charlottenborg
- 1930: Biennale di Venezia (sale 34 e 37, cat. p. 127 e 136)
- 1930: Mostre del Sindacato di Belle Arti a Palermo, Catania e Firenze
- 1932: Terza Mostra del Sindacato Siciliano Fascista di Belle Arti
- 1933-34: Biennale di Venezia (sala 48, cat. p. 190)

Mostre personali a Roma, Milano e Berlin, come attesta Weilbachs Kunstnerleksikon ediz. 1947
- 1933: Quarta Mostra Regionale Sindacale d’Arte a Catania
- 1933: Galleria Christian Larsen a Copenaghen
- 1949: personale presso Bach’s Kunsthandel a Copenaghen e Jugels Kunst a Århus
- 1954: Galleria Vetrina di Chiurazzi a Roma
- 1954: IV Mostra di Pittura del Maggio di Bari
- 1956: VIII Mostra di Pittura C.I.M. (vincitrice del premio Roberto Merli)
- 1956: Biennale di Venezia (sala 28, cat. p. 118)
- 1958: Galleria del Vantaggio, Roma (personale)
- 1958: Premio di Pittura Valle Roveto (vincitrice del premio Zahrtmann)
- 1958: Biennale di arte sacra, Grosseto
- 1959: Maggio Pittura Romana (vincitrice del premio Roma)
- 1960: Mostra agostiniana di arte sacra, Roma
- 1963: Galleria del Vantaggio, Roma (personale)

Grønningen, Copenaghen (invito)
- 1976: Mostra di arte sacra, Viterbo
- 1979: Galleri Hågen Muller, Copenaghen
- 1996: L’arte in Sicilia negli anni Trenta, Marsala
- 2001: Chiesa S. Maria in Montesanto, Messa degli Artisti, Roma

Nel periodo “romano” partecipò anche a mostre a Taranto e Napoli.

## Esposizioni postume
- 2002 (Galleria d’arte moderna di Palermo – GAM): Nell’ombra – L’arte al femminile tra Ottocento e Novecento.[25]
- 2003-2004 (Minsk, Mosca, Barcellona, Palermo): Novecento Siciliano.[26][27]
- 2006: Le ferite dell’essere: Solitudine e meditazione nelle siciliane degli anni ‘30, a cura di Anna Maria Ruta, Spazi Espositivi Chiaramontani, Agrigento
- 2007: Avanguardie femminili in Italia e Russia, a cura di Renato Miracco, Galleria Regionale Palazzo Bellomo, Palermo.[28]
- 2012: Artedonna. Cento anni d’arte femminile in Sicilia 1850-1950,[29][30] a cura di Anna Maria Ruta, presso il Reale Albergo delle Povere, Palermo
- 2014: Artisti di Sicilia, da Pirandello a Judice, a cura di Vittorio Sgarbi, presso l’ex Stabilimento Florio, Favignana, Catania.[31]
- 2016-2017: Topazia Alliata. Una vita nel segno dell’Arte, a cura di Anna Maria Ruta, presso Palazzo S. Elia, Palermo.[32]
- 2020-2021: Artisti di Sicilia, a cura di Vittorio Sgarbi, presso Convitto delle Arti, Noto.[33]
- 2024: Personale a Pescara "Elisa Maria Boglino-da Copenaghen a Roma-tra due Patrie nella Pittura" A cura di Marco Nocca.[34][35]

## Opere

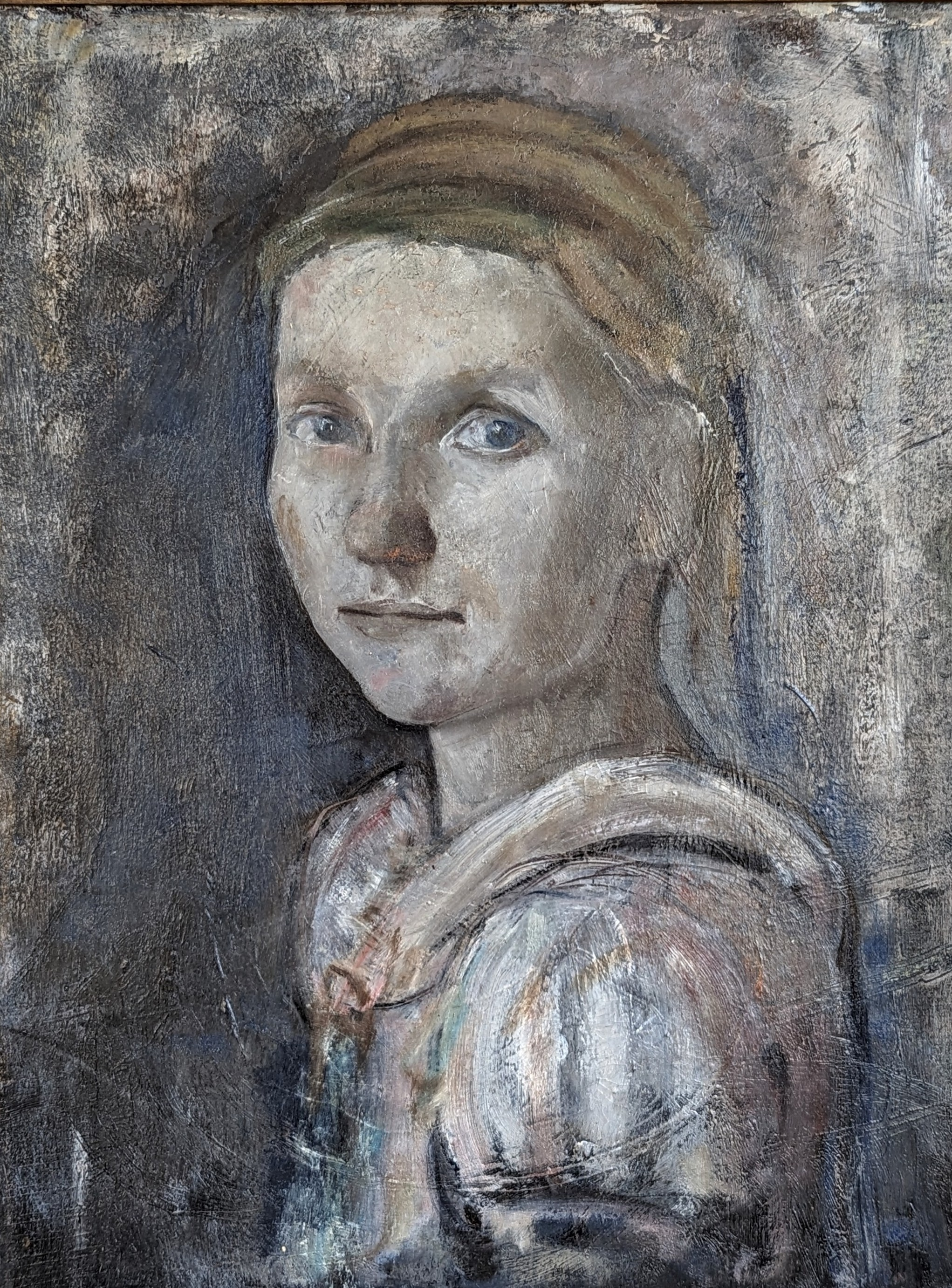
Bambina. Olio su tela. Ca. 1926.
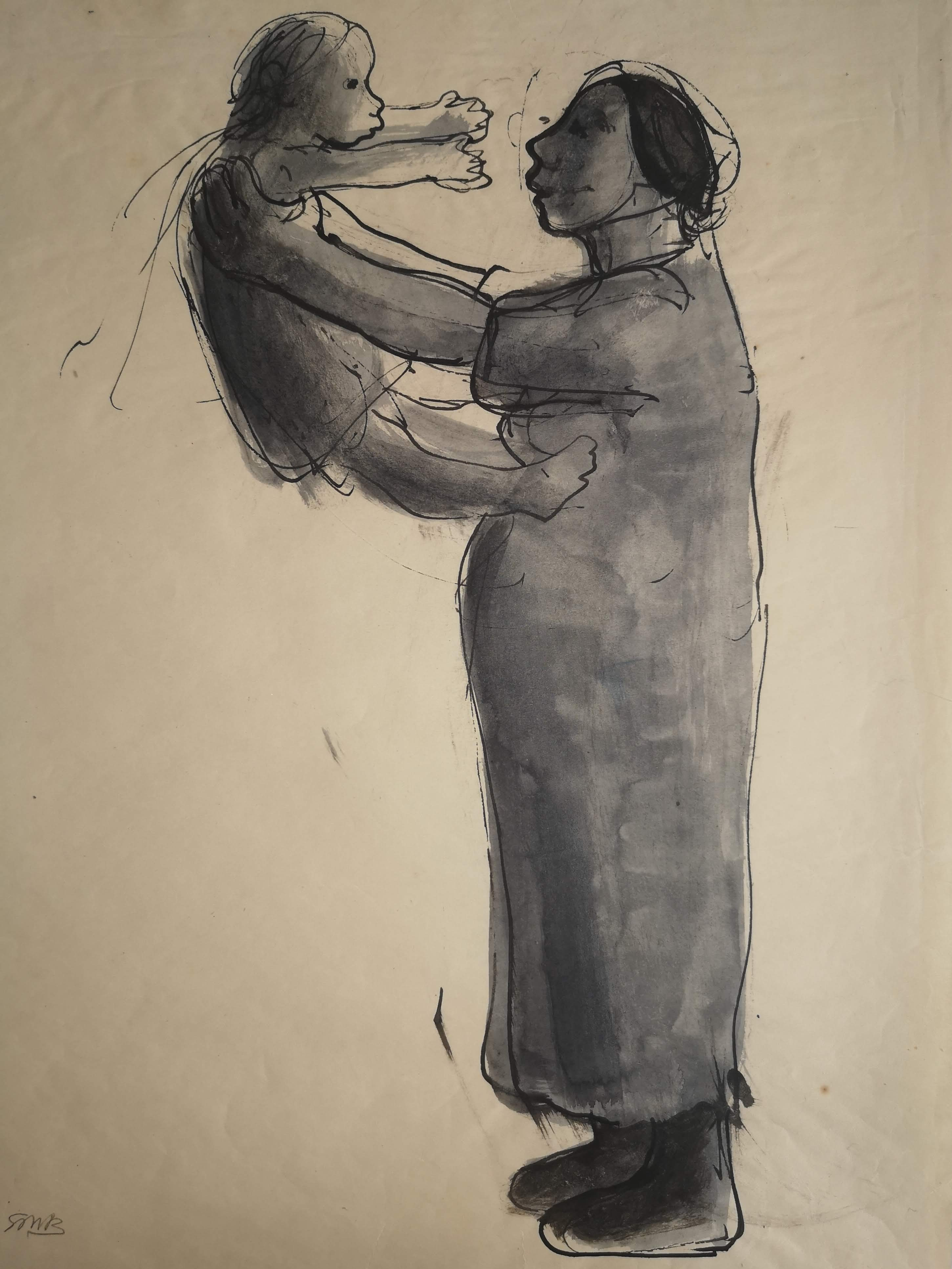
Donna con bambino. China. Ca. 1927.
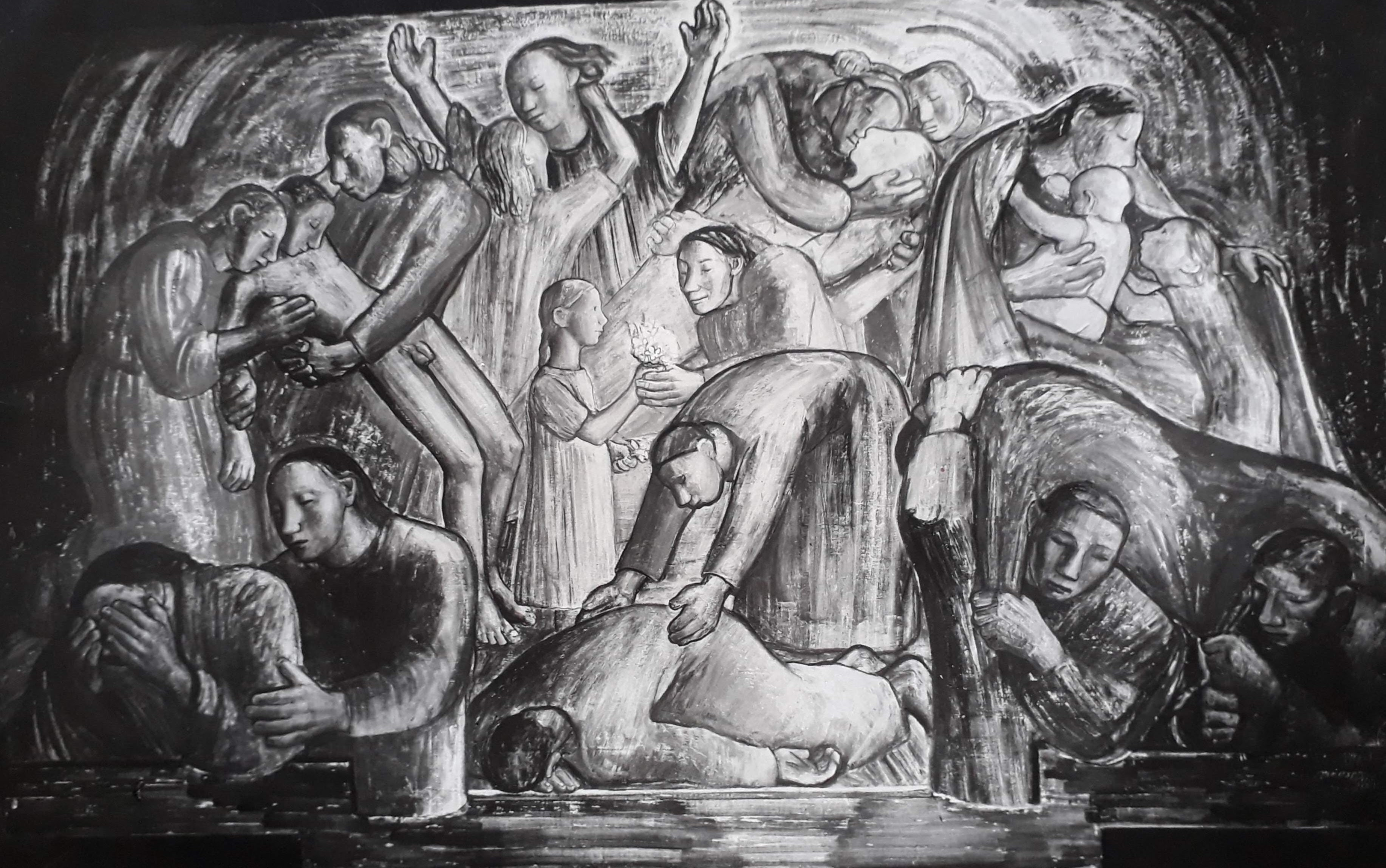
Le buone azioni. Affresco. Distrutto. Ca. 1928
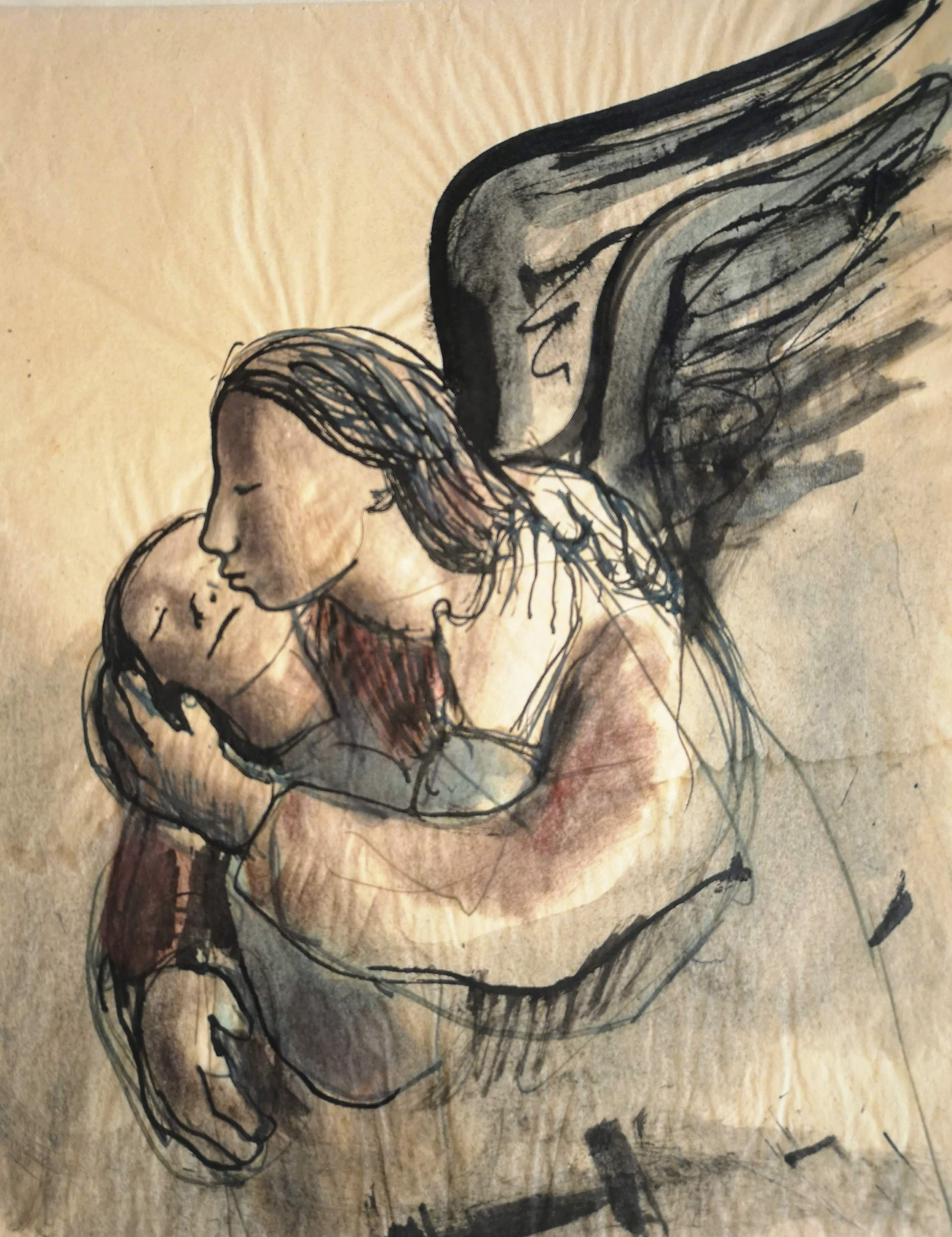
Angelo e bambino. Acquerello. Ca. 1929.
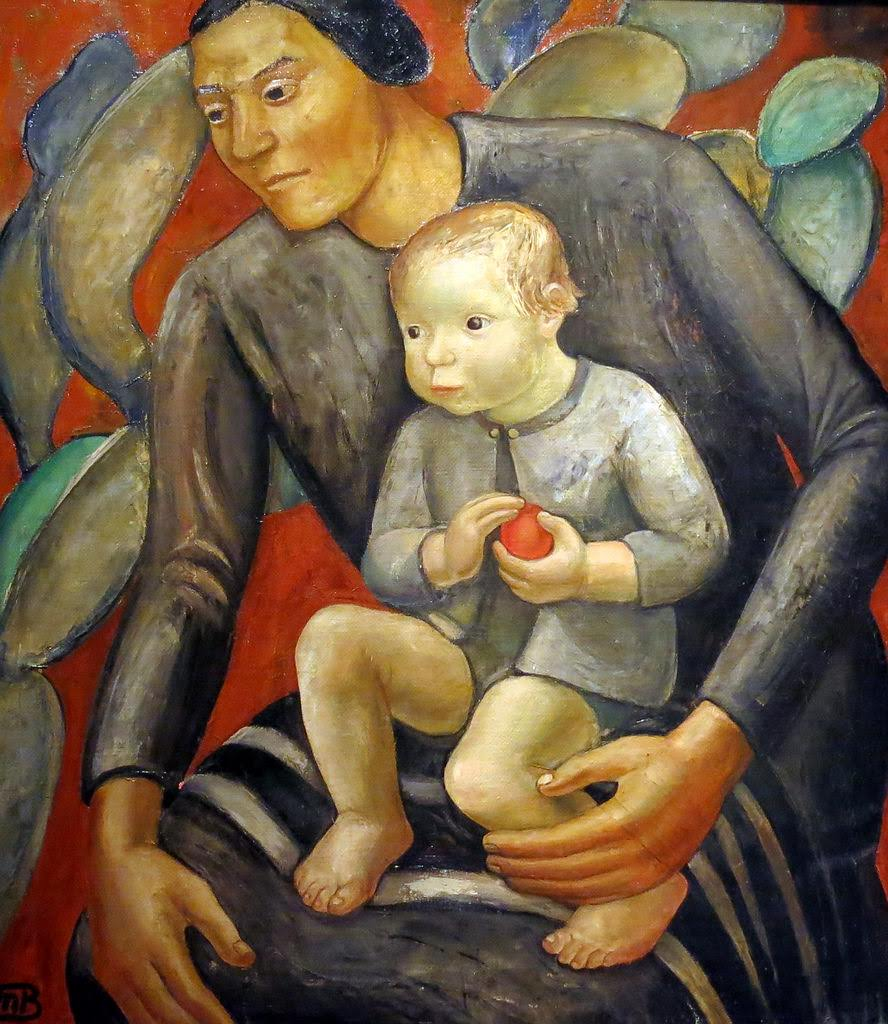
Donna e Bimbo. Olio sul tela.1930. Museo GAM Palermo
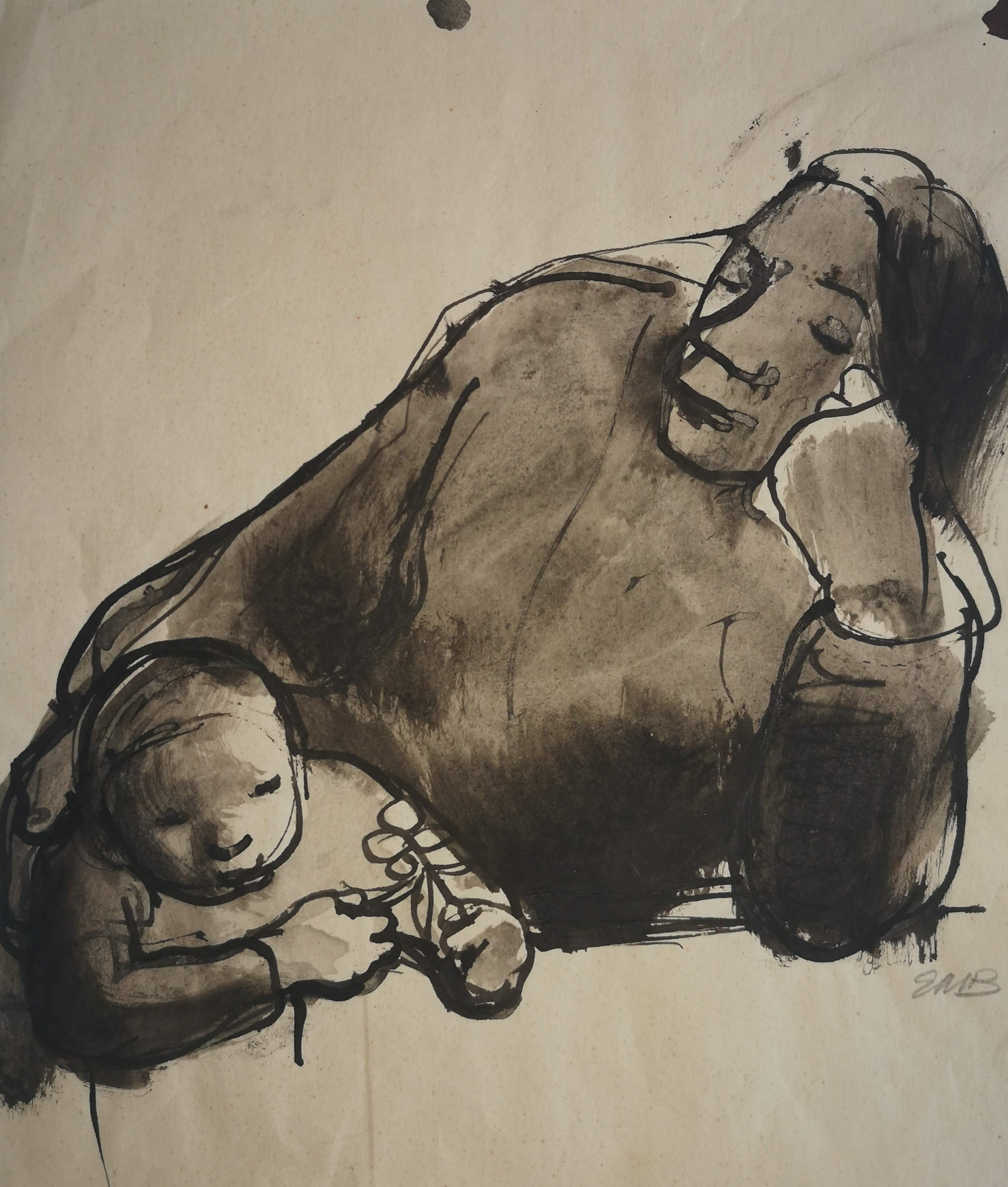
Donna e bambino con fiore. China. Ca. 1930.
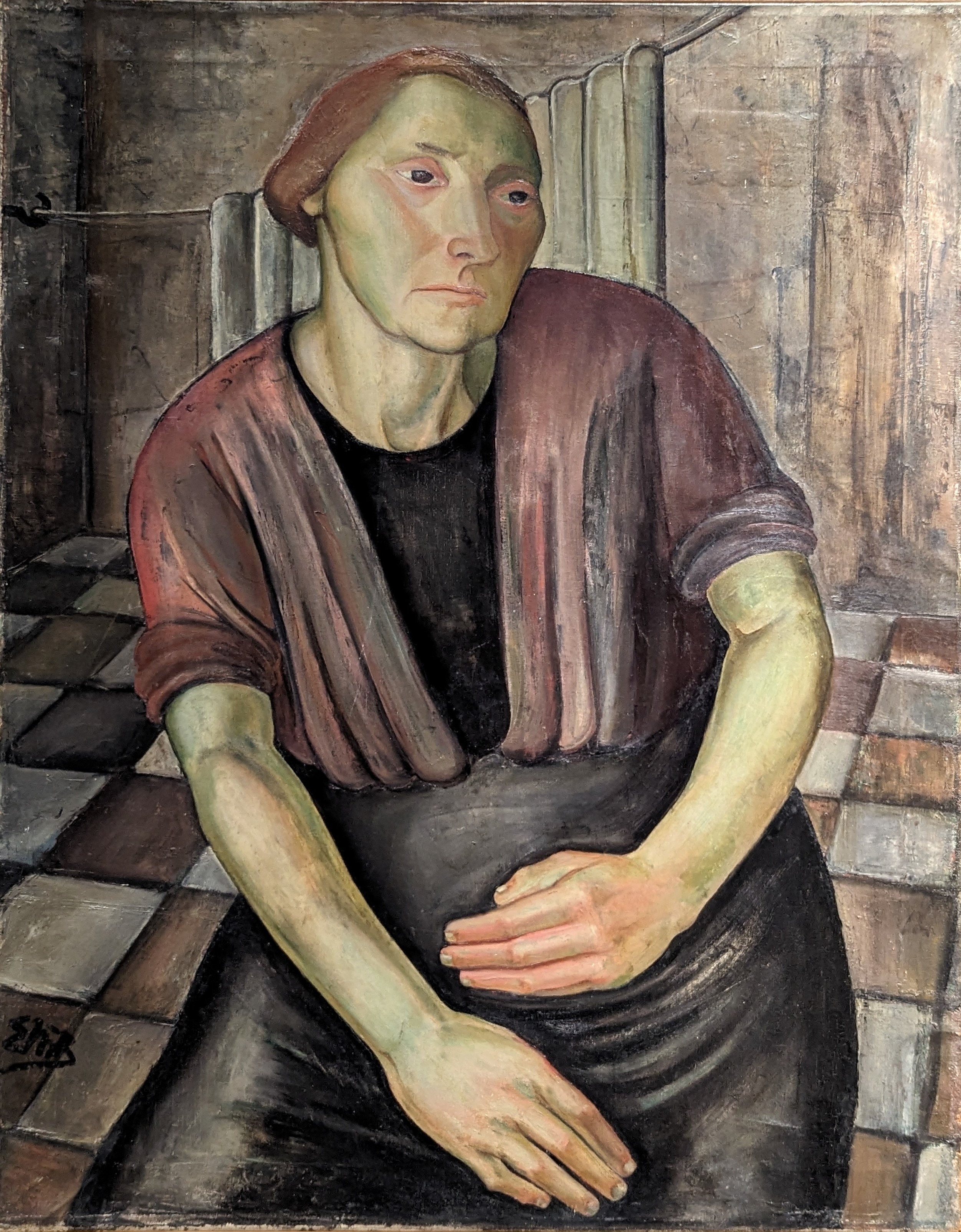
Lavandaia. Olio sul tela. 1932
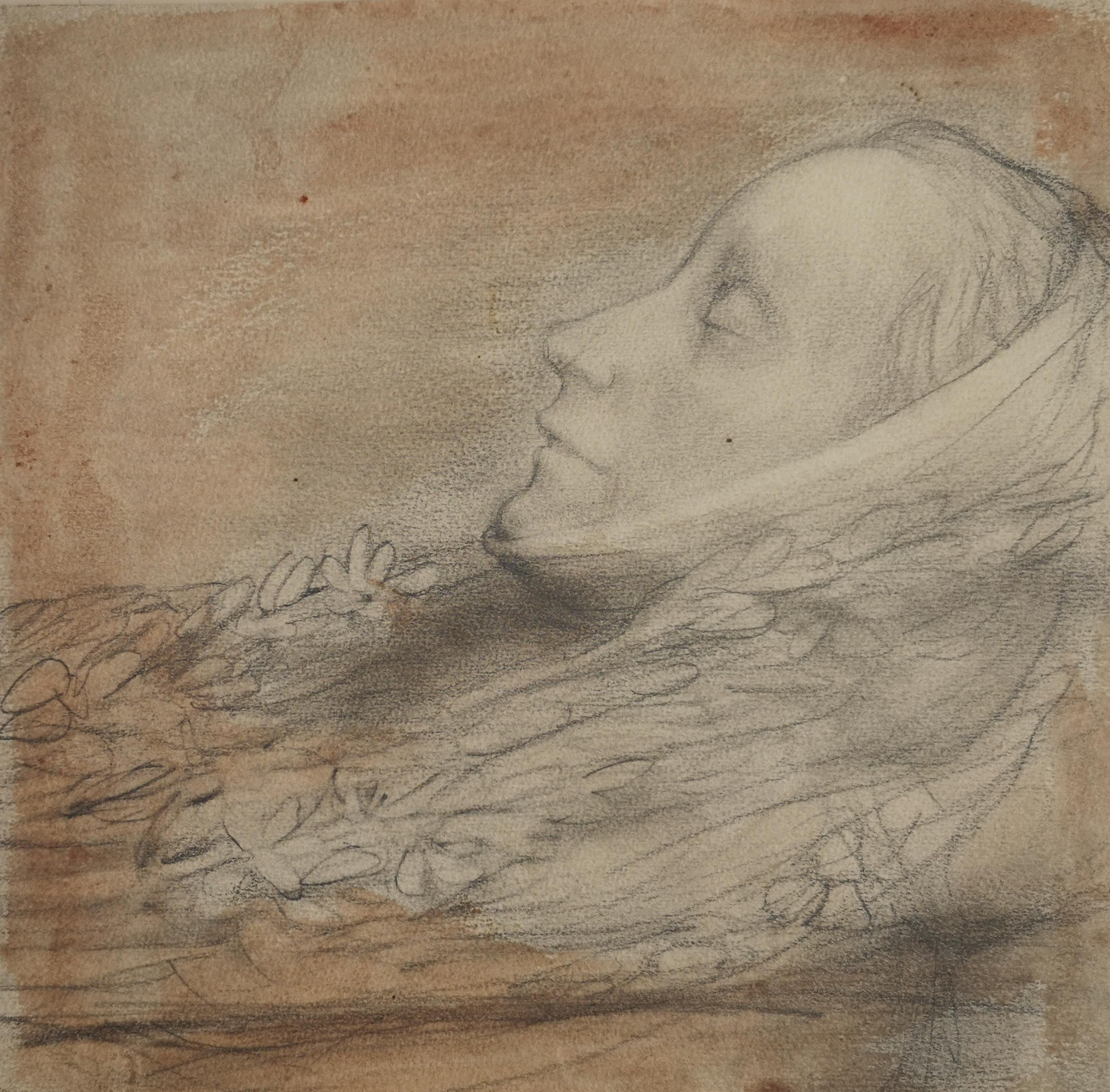
Ritratto della madre sul letto di morte. Matita e acquerello. 1933.
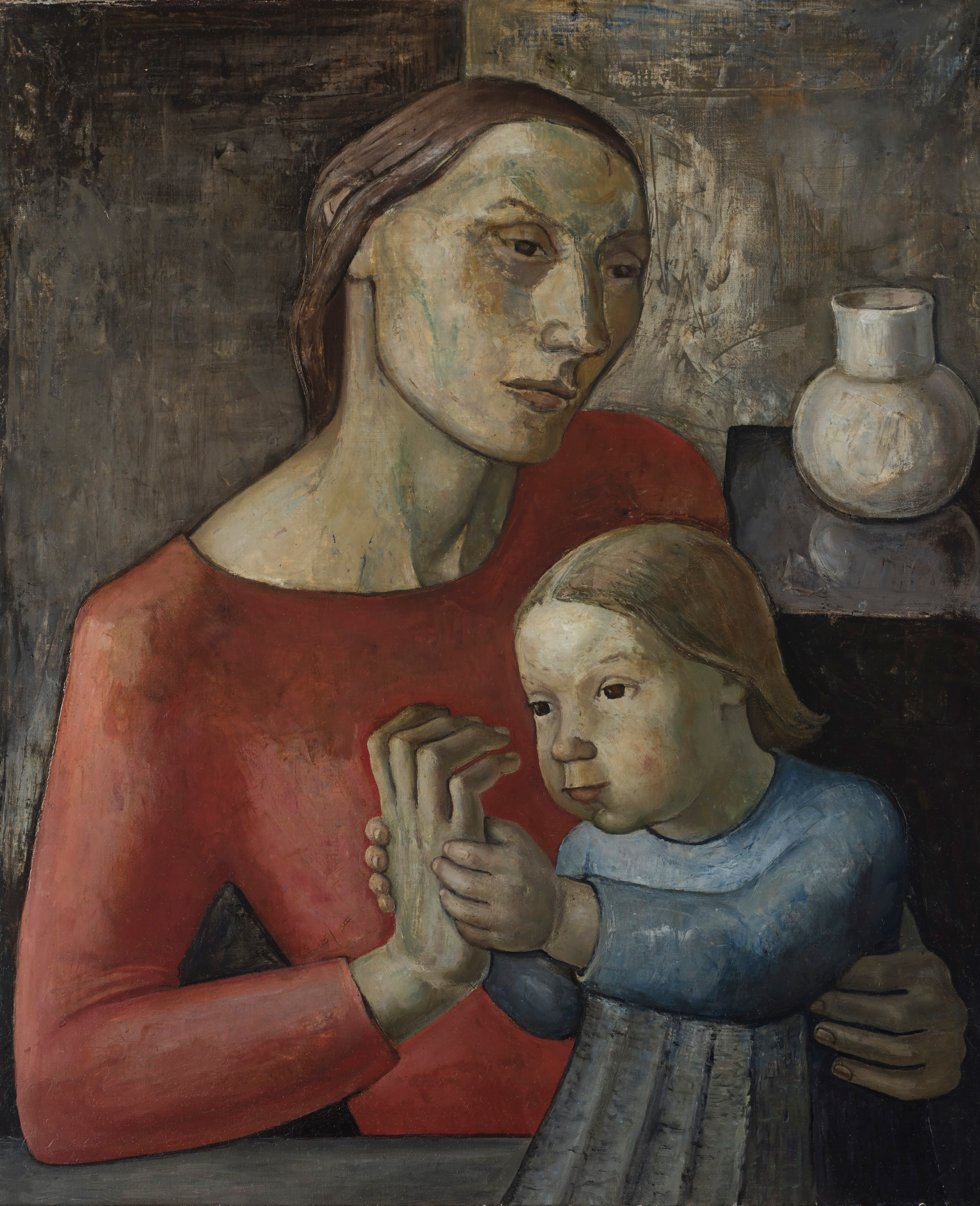
Donna con Bambina. Olio sul tela.1934
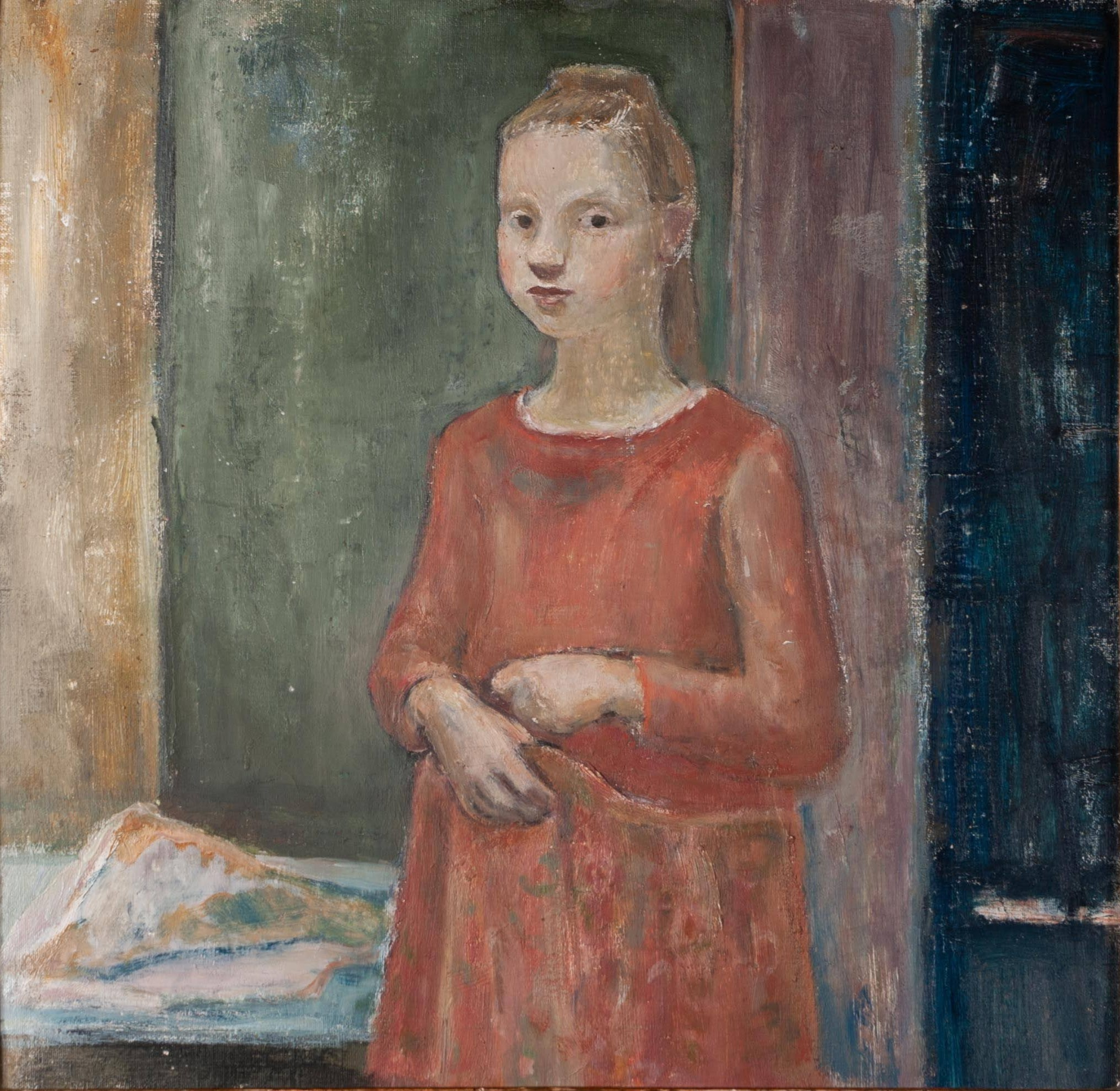
Fanciulla in Rosa. Olio su tela. 1933.
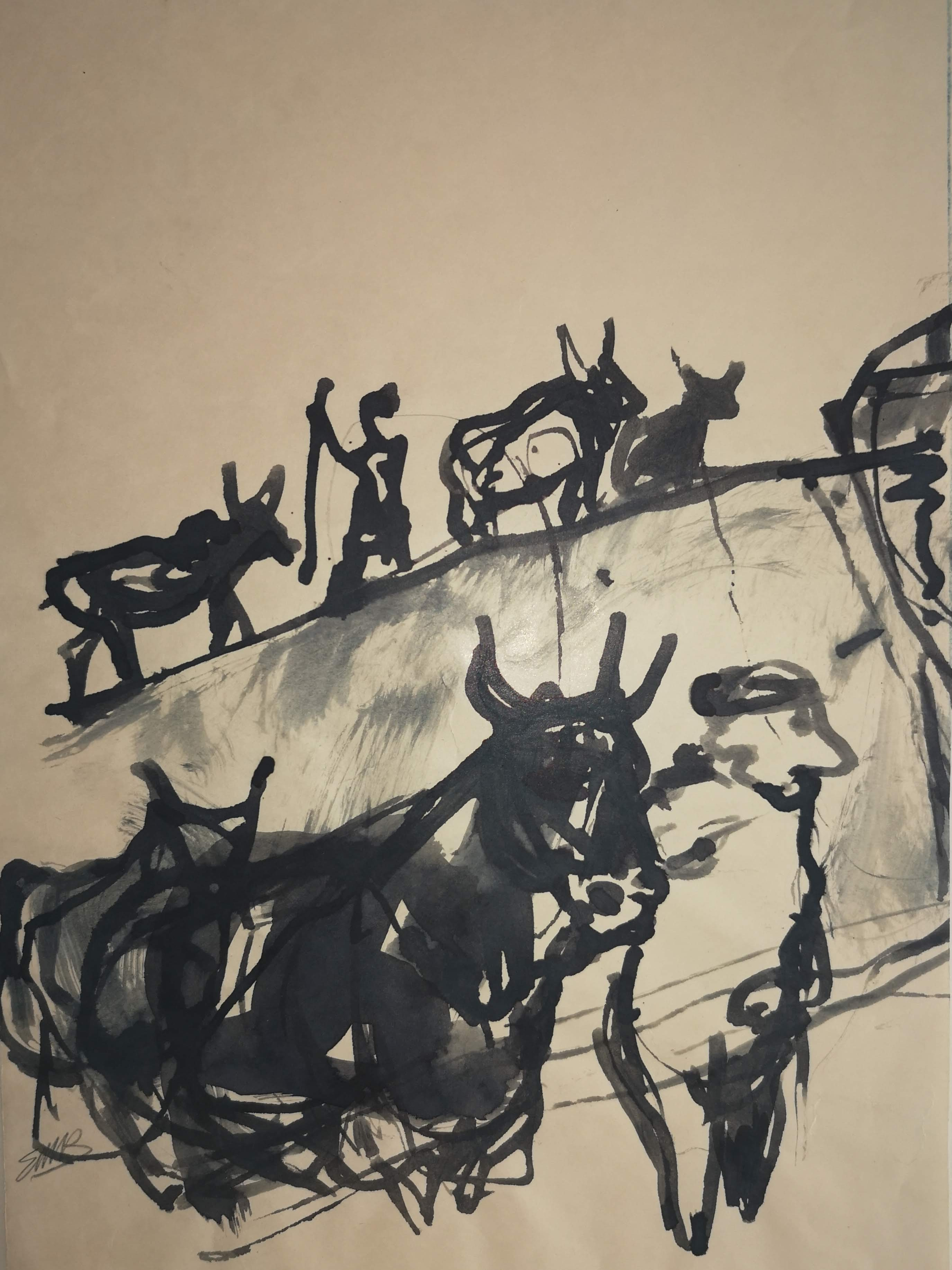
Sant’Anastasia. China. Ca. 1960.
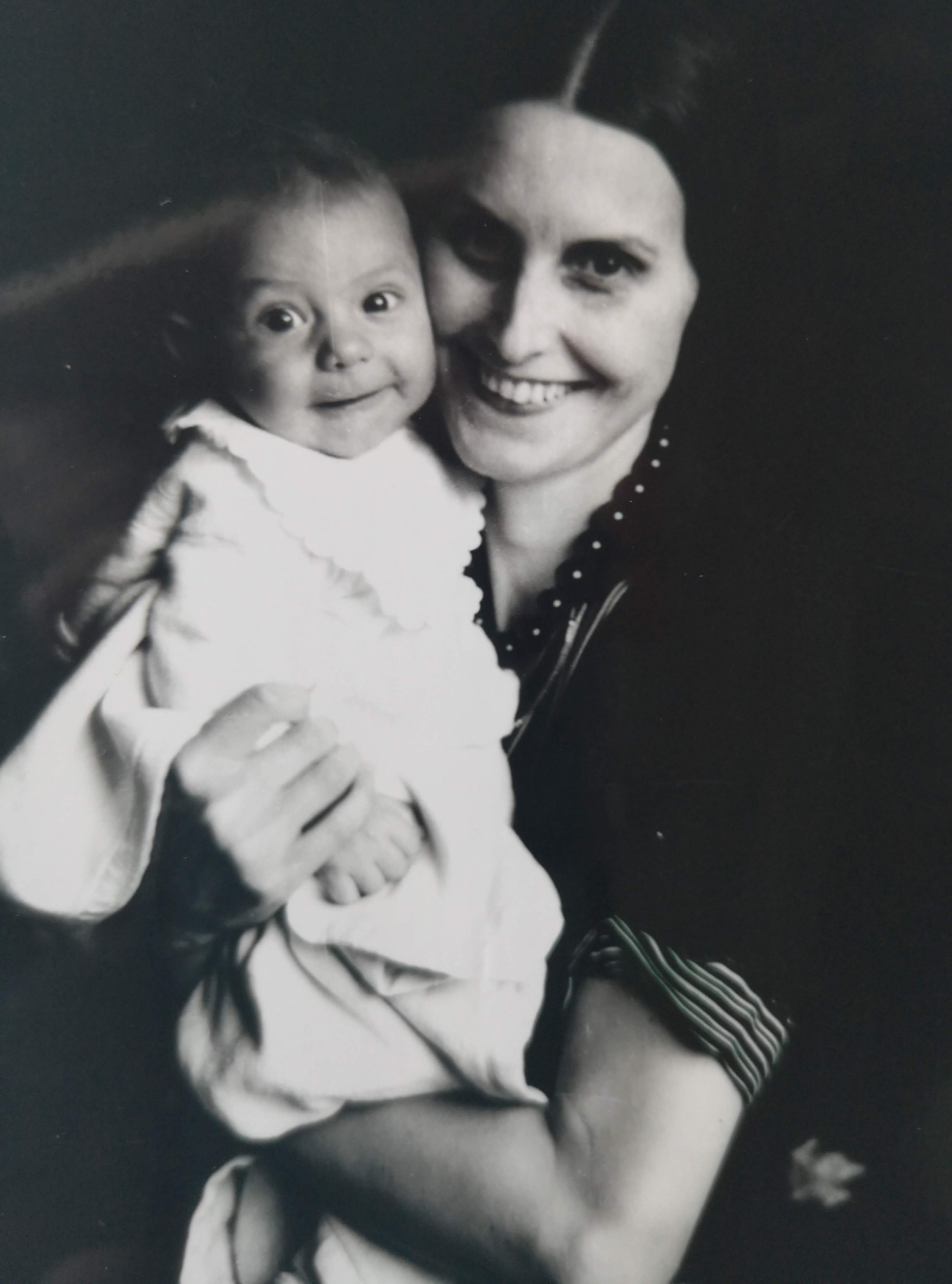
Elisa con figlio Camillo. Photo Giovanni Boglino.1939
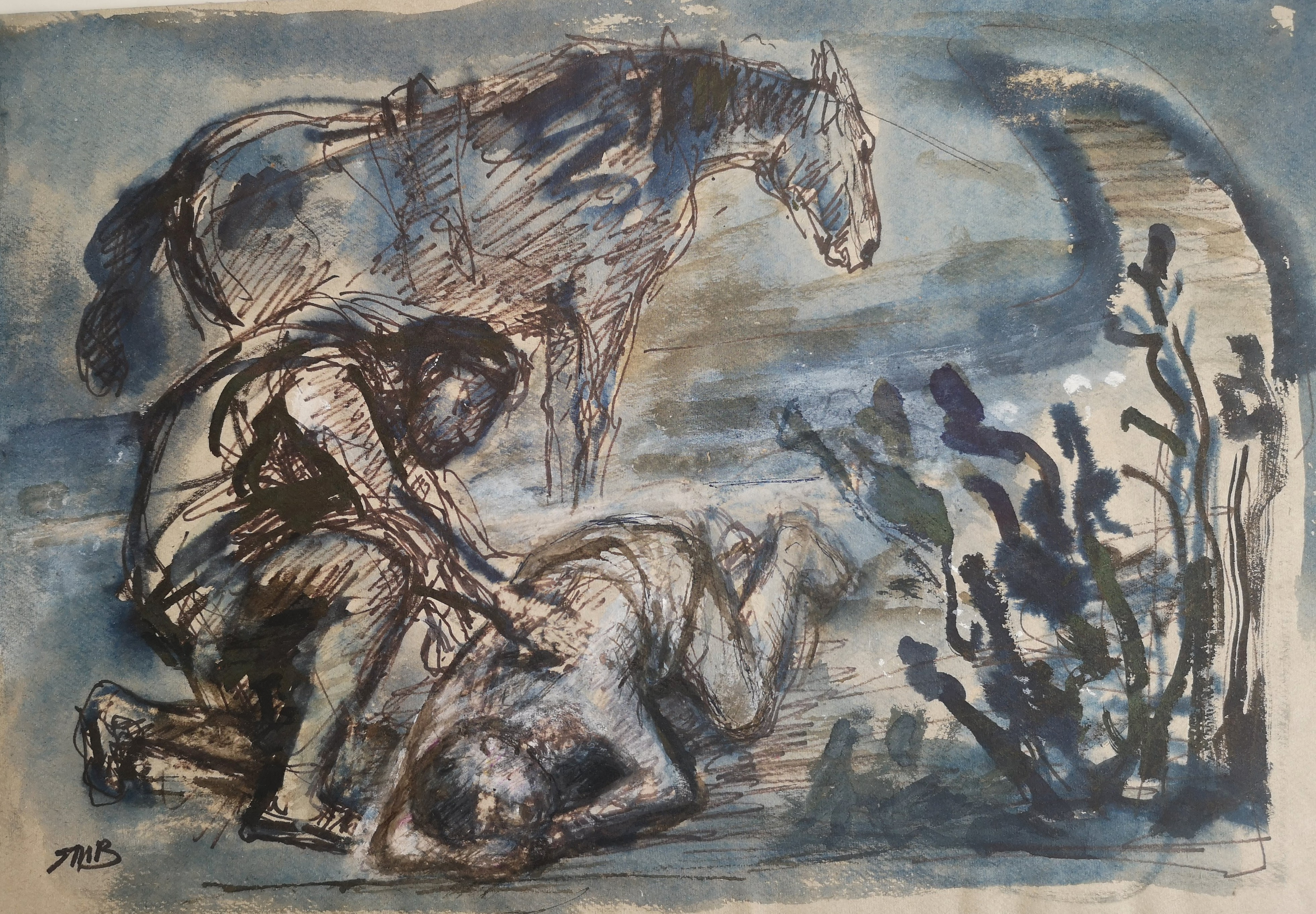
Il buon samaritano. Tecnica mista. Ca. 1970.
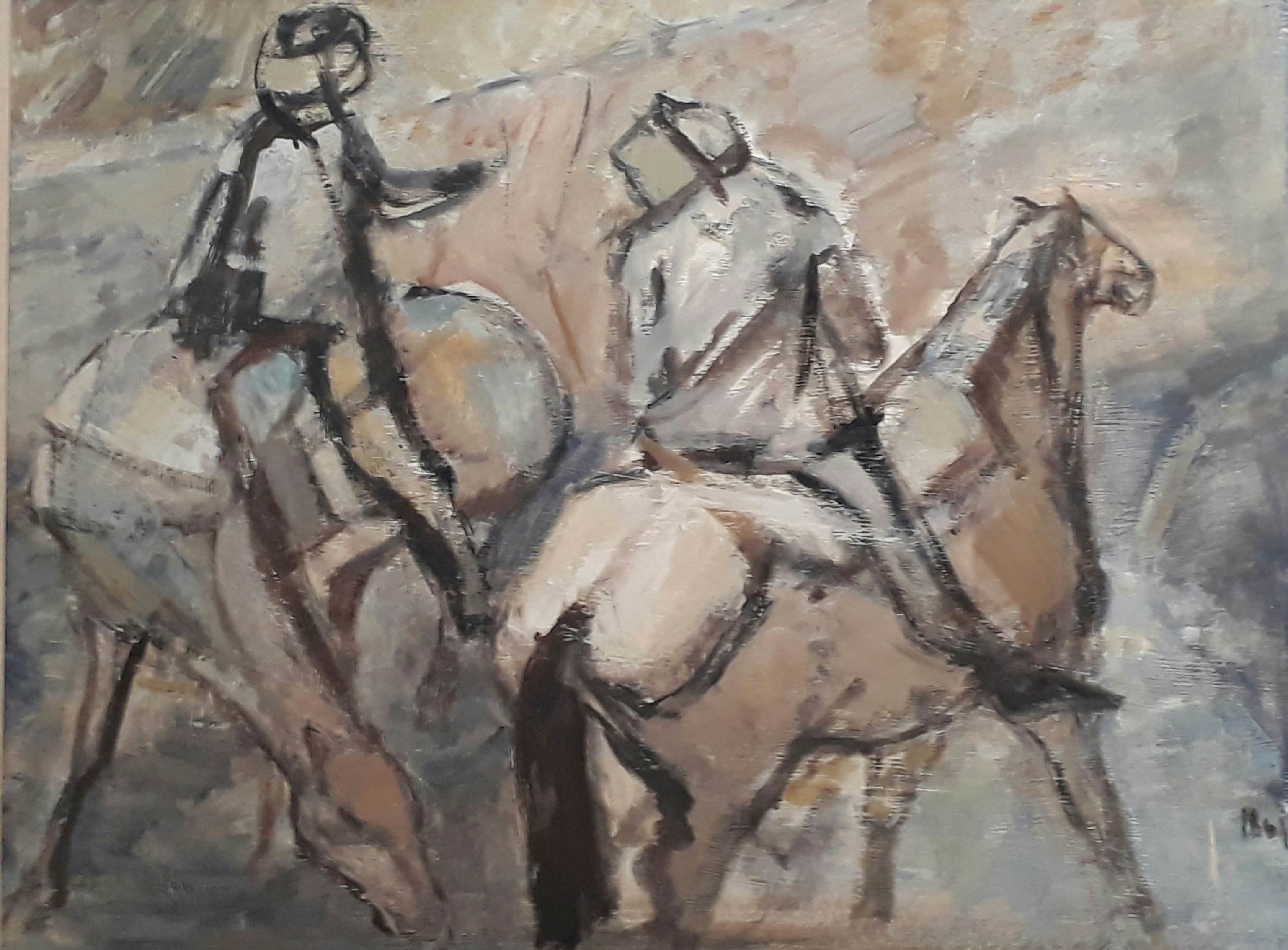
Cavalieri a Santa Anastasia. Olio sul tela.1958
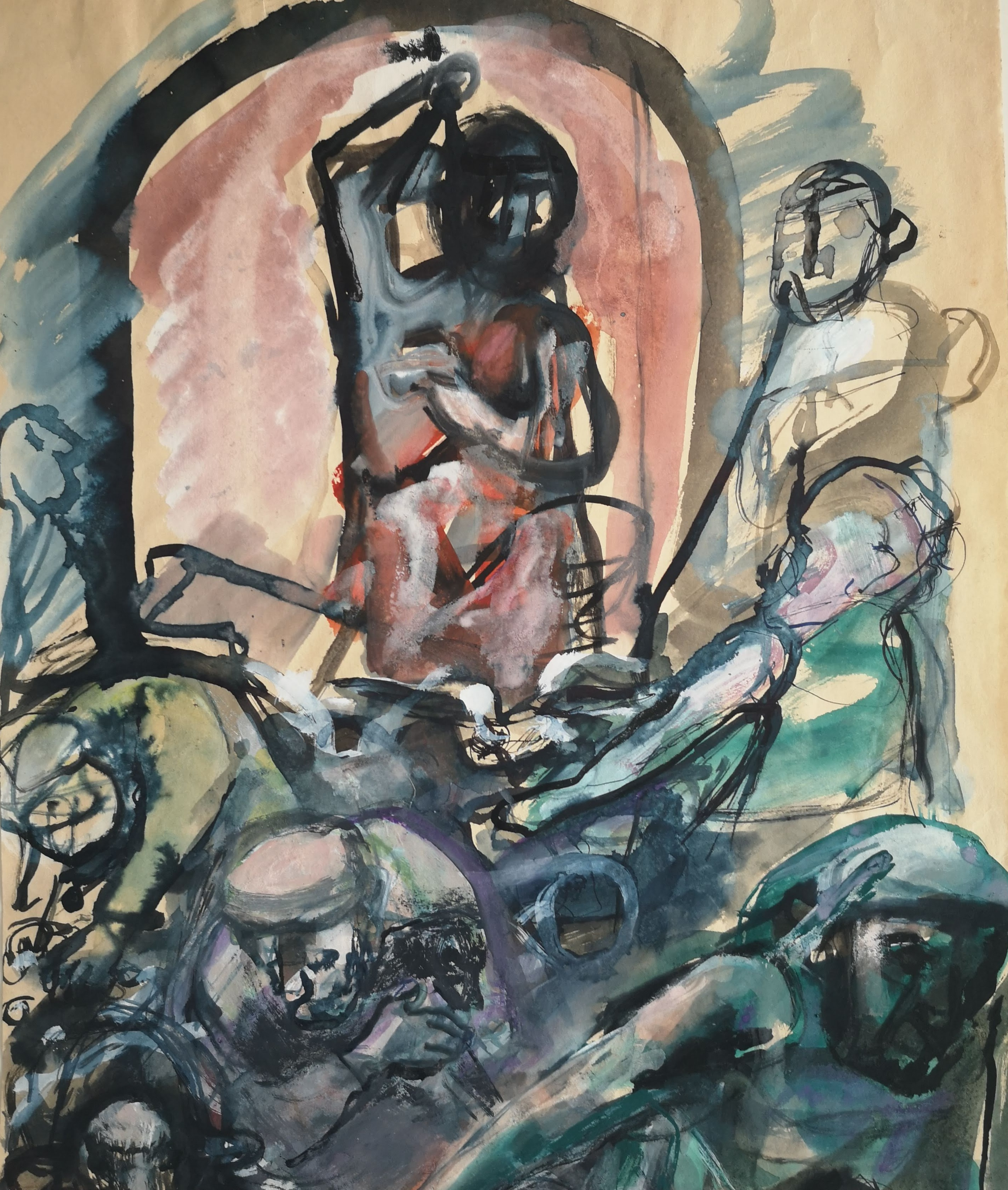
La cacciata dei mercanti dal tempio. Tecnica mista. Ca. 1970
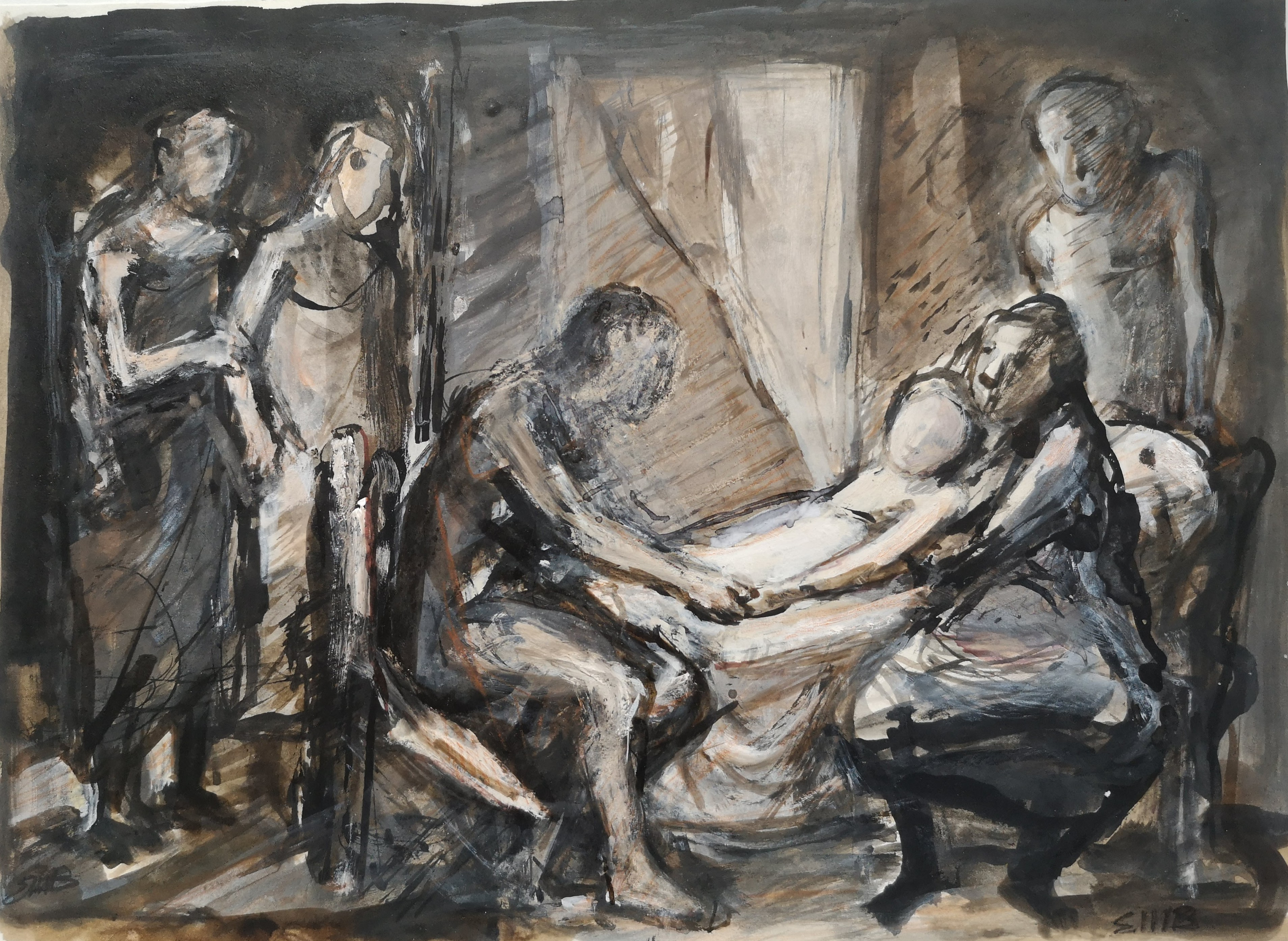
Gesù e la fanciulla malata. China e acquerello. Ca. 1970

## Elenco delle opere
- Bambina. Olio su tela. 1926.
- Donne nude in movimento. China. 1927
- Donna con bambino. China. Ca. 1927.
- Il Buon Samaritano - dipinto olio (da 1928)[7][36]
- Il buon samaritano. Olio su tela. 1928 – Il buon samaritano. Tecnica mista. Ca. 1970. – Il buon samaritano. China e acquerello turchese. Ca. 1980
- Le buone azioni. Affresco. Ca. 1928
- Donna inginocchiata con bambino. Olio su tela. Ca. 1928
- Angelo e bambino. Acquerello. Ca. 1929.
- Donna e bambino con fiore. China. Ca. 1930.
- Donna e bimbo. Olio su tela. 1930. Museo GAM Palermo
- Trittico. Decapitazione di Giovanni Battista. Olio su tela. Parzialmente distrutto. 1930.
- Autoritratto. Olio su tela. 1932
- Lavandaia. Olio su tela. 1932
- Ritratto della madre sul letto di morte. Matita e acquerello. 1933.
- Fanciulla in Rosa. Olio su tela. 1933.
- Cavalieri di Santa Anastasia. Olio su tela. 1958
- Motivo biblico. Tecnica mista. Ca. 1960
- Cavalli. Stampa di una foto di dipinto a olio. Ca. 1960
- Sant’Anastasia. China. Ca. 1960.
- La cacciata dei mercanti dal tempio. Tecnica mista. Ca. 1965.
- Gesù e la fanciulla malata. China e acquerello. Ca. 1970

## Vita privata
Elisa Maria Boglino nacque dal segretario di legazione Alberto Maioli e Marie Møller.
I suoi genitori divorziarono dopo un anno e mezzo di matrimonio e lei crebbe con la madre. Giunta in Sicilia, si innamorò dell’avvocato Giovanni Boglino, nato a Palermo il 9 ottobre 1898, e lo sposò il 29 settembre 1927. Si trasferì a Palermo insieme alla madre, che morì nel 1933. Nel 1929 ebbe una figlia, Marianna, e nel 1939 un figlio, Camillo.